# Pyrinia fulvata
Pyrinia fulvata là một loài bướm đêm trong họ Geometridae.